# Spirit Island
Spirit Island est un jeu de société de stratégie coopératif Eurogame conçu par R. Eric Reuss et publié par Greater Than Games en 2017. Des versions numériques sont publiées pour PC, iOS et Android.
Dans le jeu, les joueurs jouent le rôle d'esprits sur une île et peuvent gagner la partie en chassant les envahisseurs colonisateurs.

## Conception
Eric Reuss conçoit Spirit Island en réponse à d'autres jeux de société dans lesquels les joueurs jouent le rôle de colonisateurs. Les pièces du jeu qui envahissent l'île sont délibérément blanchies dans Spirit Island pour souligner que les couleurs claires n'impliquent pas toujours le «bien».
Le jeu a trois extensions, Branch & Claw, Jagged Earth et Feather and Flame. Le jeu de base et ses extensions ont été financés via la plateforme de financement participatif Kickstarter.
Une version numérique multiplateforme du jeu, annoncée pour la première fois en 2018, sort en 2020. Le jeu sort également sur appareils iOS et Android. Les versions mobiles ont une version "free to learn", qui ne coûte pas d'argent et permet d'accéder à un jeu didacticiel avec quatre esprits disponibles pour jouer. Une nouvelle version du jeu, intitulée Horizons of Spirit Island est sortie en 2022. Bien qu'Horizons contienne les mêmes mécanismes que le jeu complet, il contient moins de pièces de jeu plus simples et moins chères à produire. De plus, les esprits inclus avec Horizons sont destinés à être plus faciles à apprendre pour les nouveaux joueurs.

## Système de jeu

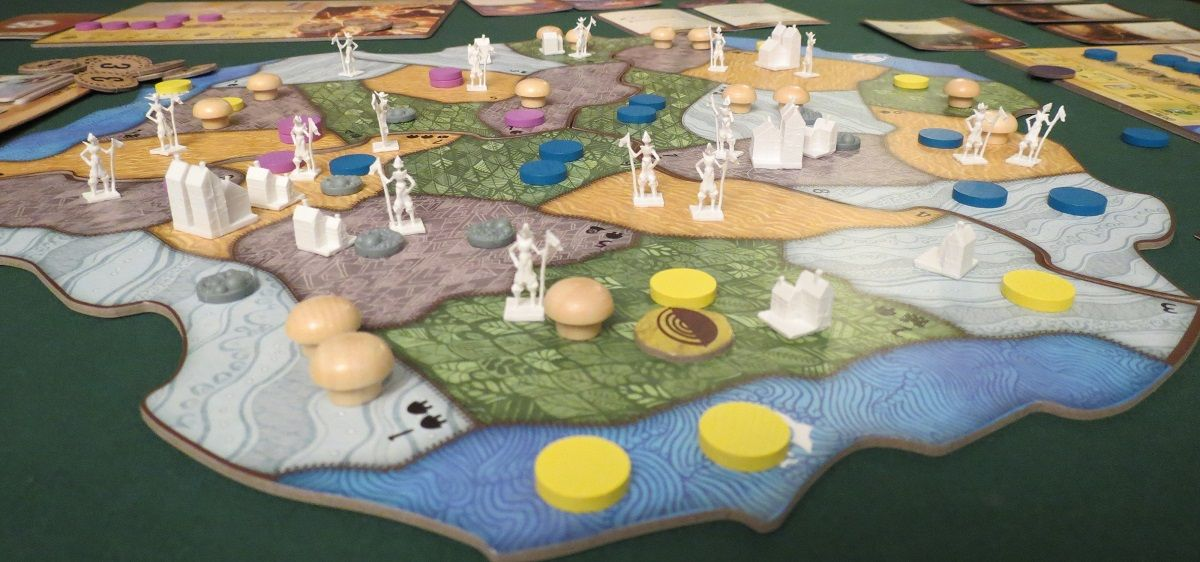
Pions colonisateurs dans.

Dans Spirit Island, les joueurs jouent le rôle d'esprits sur une île. Ils doivent chasser les envahisseurs colonisateurs, qui renforcent leur présence sur l'île, notamment en fondant des villes et des cités, au cours d'une partie. Le jeu de base peut être joué par 1 à 4 joueurs, et l'extension Jagged Earth permet de jouer jusqu'à 6. Au cours du jeu, les joueurs débloquent plus de capacités pour leur Esprit et des cartes Pouvoir supplémentaires, les rendant plus forts et plus capables de repousser les Envahisseurs. Les actions des envahisseurs sont contrôlées par un jeu de cartes qui dicte les zones du plateau qu'ils explorent, construisent et "ravagent". Toutes les tuiles que les joueurs ne sont pas en mesure de protéger contre l'action "Ravage" se traduisent par l'ajout d'un jeton "Désolation".
Pour gagner la partie, les joueurs doivent utiliser les pouvoirs de leur esprit pour éliminer les envahisseurs et leurs colonies, tout en générant de la peur, ce qui abaisse les critères de victoire. Les joueurs perdent si les Envahisseurs ajoutent trop de jetons Fléau au plateau, si l'un des Esprits voit toute sa Présence retirée du plateau, ou si le paquet d'actions de l'Envahisseur est épuisé.
Le jeu contient un éventail d'esprits - huit dans le jeu de base, deux dans l'extension Branch & Claw, 10 dans l'extension Jagged Earth et deux "packs promotionnels" avec deux esprits supplémentaires dans chacun (le contenu des deux "packs promotionnels" est sorti en 2022 en tant que troisième extension Feather and Flame) - parmi lesquels les joueurs peuvent choisir. Les joueurs peuvent sélectionner n'importe quelle combinaison d'esprits, et chacun a des capacités et des façons de jouer uniques.

## Accueil
Ars Technica inclus le jeu dans leur liste des meilleurs jeux de société de 2017. Dans leur critique, ils décrivent le jeu comme complexe et profond, qualifiant l'éventail de choix de "casse-tête merveilleusement réfléchi", tout en soulignant le potentiel de paralysie d'analyse. Ils louent la progression des capacités des esprits au fil du jeu et concluent qu'il s'agissait d'une "recommandation facile". Kotaku commente positivement la complexité du jeu et sa capacité à créer des tensions, mais trouve que le jeu est difficile à démarrer, nécessitant de la patience pour bien l'assimilier.
Dans leur liste des meilleurs jeux de société fantastiques en 2020, CNET nomme Spirit Island le meilleur jeu coopératif complexe de l'année, et PC Gamer l répertorie dans ses meilleurs jeux de société coopératifs,. Dans un article pour The Atlantic, Luke Wilkie déclare que Spirit Island est "l'un des rares jeux anticoloniaux sur le marché".
En janvier 2023, le jeu est classé 10ème sur la liste des jeux les mieux notés sur le site de référence BoardGameGeek.